# QP–6-os konvoj
A QP–6-os konvoj a második világháború egyik hajókaravánja volt, amely a Szovjetunióból indult nyugatra. A QP kód az irányt (keletről nyugatra), az 6 a konvoj sorszámát jelenti. A hat kereskedelmi hajó és kísérőik 1942. január 24-én indultak el Murmanszkból, és február 2-án érkeztek meg Loch Ewe-be. Az utat, annak ellenére, hogy január 28-án a konvoj szétszóródott, valamennyi hajó sértetlenül megtette.

## Hajók

### Kereskedelmi hajók
| A hajó neve     | Nemzetisége        |
| --------------- | ------------------ |
| Aneroid         | Panama             |
| Csernisevszkij  | Szovjetunió        |
| Empire Activity | Egyesült Királyság |
| Empire Howard   | Egyesült Királyság |
| Empire Redshank | Egyesült Királyság |
| Reigh Count     | Panama             |

### Kísérőhajók
| A hajó neve         | Nemzetisége        | Típusa        |
| ------------------- | ------------------ | ------------- |
| HMS Bramble         | Egyesült Királyság | Aknaszedő     |
| HMS Gremjascsij     | Szovjetunió        | Romboló       |
| HMS Harrier         | Egyesült Királyság | Aknaszedő     |
| HMS Hebe            | Egyesült Királyság | Aknaszedő     |
| HMS Sharpshooter    | Egyesült Királyság | Aknaszedő     |
| HMS Szokrusityelnij | Szovjetunió        | Romboló       |
| HMS Somali          | Egyesült Királyság | Romboló       |
| HMS Speedwell       | Egyesült Királyság | Aknaszedő     |
| HMS Trinidad        | Egyesült Királyság | Könnyűcirkáló |